# Stadio Dynamo Lobanovs'kyj
Lo stadio Dynamo Lobanovs'kyj (in ucraino Стадіон «Динамо» імені Валерія Лобановського?, Stadion «Dynamo» imeni Valerija Lobanovs'koho; lett. "Stadio «Dynamo» intitolato a Valerij Lobanovs'kyj"), abbreviato in stadio Dynamo Lobanovs'kyj o Lobanovski, è uno stadio polifunzionale di Kiev, in Ucraina.
Fu costruito nel 1934 dal ministero dell'Interno sovietico come Stadio Dinamo o, in ucraino, Dynamo.
Ha una capienza di 16 873 spettatori ed è dedicato principalmente alle partite di calcio della Dinamo Kiev, dell'Arsenal Kiev e in alcune amichevoli della Nazionale di calcio dell'Ucraina. A causa della sua scarsa capacità ricettiva, però, non viene utilizzato per gli incontri europei ed internazionali della Dinamo Kiev, che hanno invece luogo nel ben più capiente Stadio Olimpico di Kiev, ad eccezione degli anni tra il 2008 e il 2011 in cui quest'ultimo è rimasto chiuso per lavori di ristrutturazione.
Nel 2002 al nome originario fu aggiunto quello dello scomparso ex calciatore sovietico proveniente dall'Ucraina Valerij Lobanovs'kyj morto il 13 maggio dello stesso anno all'età di 63 anni.
A Lobanov'skyj è anche dedicata una statua situata all'esterno dello stadio e inaugurata l'11 maggio del 2003.